# Ézéchiel se rase la tête
Ézéchiel se rase la tête se situe dans l'Ancien Testament. Ce passage du Livre d'Ézéchiel aborde le sujet de la purification dans le geste, et de la colère de Dieu.

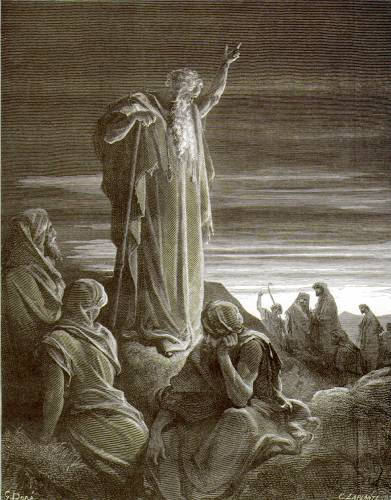
Le Prophète Ezechiel d'après une gravure de Gustave Doré.

## Texte
Livre d'Ézéchiel, chapitre 5, versets 1 à 5:
« Et toi, fils de l'homme, prends un instrument tranchant, un rasoir de barbier; prends-le, et passe-le sur ta tête et sur ta barbe. Prends ensuite une balance à peser, et partage les cheveux. Brûles-en un tiers dans le feu, au milieu de la ville, lorsque les jours du siège seront accomplis; prends-en un tiers, et frappe-le avec le rasoir tout autour de la ville; disperse-en un tiers au vent, et je tirerai l'épée derrière eux. Tu en prendras une petite quantité, que tu serreras dans les bords de ton vêtement. Et de ceux-là tu en prendras encore quelques-uns, que tu jetteras au feu et que tu brûleras dans le feu. De là sortira un feu contre toute la maison d'Israël. Ainsi parle le Seigneur, l'Éternel: C'est là cette Jérusalem que j'avais placée au milieu des nations et des pays d'alentour. »
Traduction d'après la Bible Louis Segond.